# سیروان خسروی
سیروان خسروی (زادهٔ ۴ مرداد ۱۳۶۱ در تهران) آهنگساز، تنظیم‌کننده، خواننده پاپ، راک و موسیقی الکترونیک و بازیگر اهل ایران است. وی با انتشار آلبوم «جادهٔ رؤیاها» مورد تحسین بسیاری از چهره‌ها قرار گرفت.

## زندگی
سیروان خسروی در سال ۱۳۶۱ در تهران متولد شده است و اصالتاً کرد است. پدرش کرمانشاهی و مادرش سنندجی است.
او از سن ۱۱ سالگی به مدت چهار سال نزد اوی جونیو به آموزش موسیقی و کیبورد پرداخت. او از همان دوران نوجوانی با دیدن انیمیشن شیر شاه به موسیقی التون جان علاقه‌مند شد.
وی در ۱۶ سالگی زیر نظر کاوه یغمایی با اصول نوازندگی کیبورد و سبک راک آشنا شد. سیروان همراه گروه کاوه یغمایی در دو کنسرت سال‌های ۱۳۷۹ و ۱۳۸۰ به عنوان نوازنده کیبورد در آن حضور داشت که این تنها اجراهای سیروان به عنوان نوازنده بر روی صحنه بوده است.
مهم‌ترین عامل در وارد شدن سیروان به عرصهٔ موسیقی حضور و آشنا شدن وی با مراحل ضبط آلبوم (مترسک) کاوه یغمایی بوده است. آلبوم مترسک محرک اصلی سیروان برای شروع آهنگسازی و بیان ایده‌ها و افکار موسیقی‌اش بود. سیروان خسروی برادر بزرگ‌تر زانیار خسروی (خوانندهٔ پاپ) است.

## فعالیت‌ها
سیروان خسروی موسیقی تیتراژ برنامهٔ بیست‌هجده با تهیه‌کنندگی عادل فردوسی‌پور را ساخت که در بخش آغازین، پایانی و در حین برنامه پخش می‌شد.

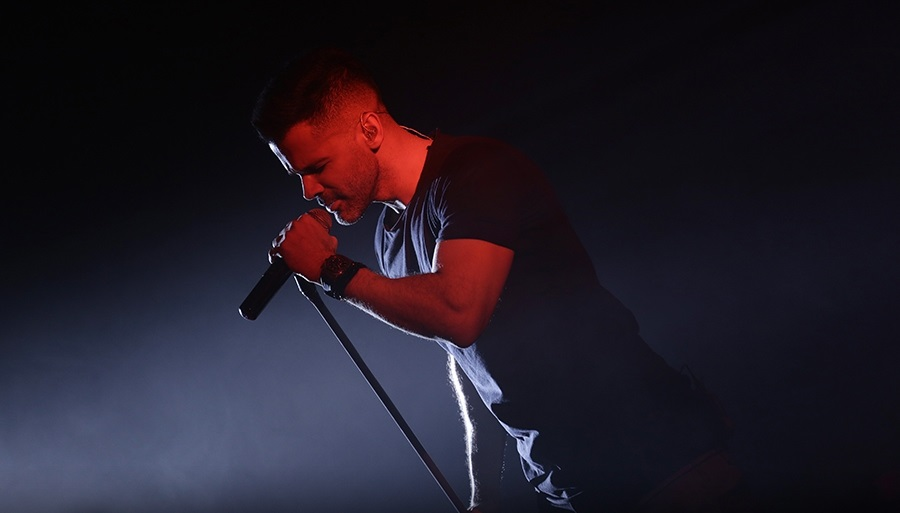
کنسرت سیروان خسروی در تهران

تاکنون دو قطعه از وی با نام‌های «نه نرو» و «ساعت ۹» موفق شده‌اند در جدول موسیقی رادیوی هلندی Funx رتبه ۱ را به دست آورند.
سیروان قطعه «Stay Here Tonight» از آهنگ‌های انریکه ایگلسیاس، خواننده اسپانیایی را با همکاری وی بازآمیزی کرد.
همچنین موسیقی تیتراژ مجموعه‌های تلویزیونی ساختمان پزشکان و نهنگ آبی بر عهده وی بوده است.
او در سال ۱۴۰۰ به عنوان بازیگر نقش اول سریال نمایش خانگی حرفه‌ای به همراه برادرش، زانیار خسروی ظاهر شد.

## ترانه‌شناسی
| نام قطعه                                | زمان انتشار | ترانه‌سرا                  | آهنگساز                   | تنظیم                     | مدت زمان |
| --------------------------------------- | ----------- | ------------------------- | ------------------------- | ------------------------- | -------- |
| دیوونگی                                 | ۱۴۰۰/۴/۲۶   | هادی زینتی زانیار خسروی   | سیروان خسروی              | سیروان خسروی              | ۰۴:۲۷    |
| من مقصرم (ریمیکس)                       | ۱۴۰۰/۴/۲۲   | سیروان خسروی              | سیروان خسروی              | یاشا حکمی                 | ۰۴:۳۹    |
| من مقصرم (ریمیکس)                       | ۱۴۰۰/۴/۲۱   | سیروان خسروی              | سیروان خسروی              | علیرضا محمدی              | ۰۴:۴۶    |
| حباب                                    | ۱۳۹۹/۵/۱۱   | سیروان خسروی زانیار خسروی | سیروان خسروی              | سیروان خسروی              | ۰۳:۱۰    |
| بارون پاییزی (اجرای زنده تبریز)         | ۱۳۹۹/۲/۵    | امیر ارجینی               | سیروان خسروی شهاب رمضان   | سیروان خسروی              | ۰۶:۰۰    |
| تنها نذار (ریمیکس سیروان و زانیار)      | ۱۳۹۸/۱۲/۱۰  | هادی زینتی                | سیروان خسروی              | زانیار خسروی سیروان خسروی | ۰۴:۰۶    |
| سوژه هات تکراریه (اجرای زنده)           | ۱۳۹۸/۱۲/۶   | امیر یگانه                | سیروان خسروی امیر یگانه   | سیروان خسروی              | ۰۶:۲۲    |
| این حس نابه                             | ۱۳۹۸/۱۱/۱۳  | هادی زینتی زانیار خسروی   | سیروان خسروی              | سیروان خسروی              | ۰۳:۲۸    |
| اینجا جای موندن نیست (اجرای زنده تهران) | ۱۳۹۹/۱۰/۲۶  | علی بحرینی                | سیروان خسروی              | سیروان خسروی              | ۰۵:۵۷    |
| امروز می خوام بهت بگم (اجرای زنده)      | ۱۳۹۸/۱۰/۱۱  | ترانه مکرم                | سیروان خسروی              | سیروان خسروی              | ۰۵:۰۲    |
| تنها نذار (اجرای زنده)                  | ۱۳۹۸/۹/۱۸   | هادی زینتی                | سیروان خسروی              | سیروان خسروی              | ۰۴:۱۵    |
| خاطرات تو (اجرای زنده)                  | ۱۳۹۸/۵/۲۱   | امیر یگانه                | سیروان خسروی              | سیروان خسروی              | ۰۴:۴۱    |
| تنها نذار                               | ۱۳۹۸/۴/۱۵   | هادی زینتی                | سیروان خسروی              | سیروان خسروی              | ۰۳:۵۴    |
| درست نمیشم (ریمیکس زانیار)              | ۱۳۹۸/۳/۹    | علی بحرینی                | سیروان خسروی زانیار خسروی | زانیار خسروی              | ۰۴:۲۶    |
| جای من نیستی (اجرای زنده تهران)         | ۱۳۹۸/۲/۳۱   | هادی زینتی زانیار خسروی   | سیروان خسروی زانیار خسروی | سیروان خسروی              | ۰۶:۱۳    |
| درست نمیشم                              | ۱۳۹۸/۲/۱۶   | علی بحرینی                | سیروان خسروی زانیار خسروی | سیروان خسروی              | ۰۳:۳۹    |
| جای من نیستی (با همراهی کاوه یغمایی)    | ۱۳۹۷/۱۱/۹   | هادی زینتی زانیار خسروی   | سیروان خسروی زانیار خسروی | سیروان خسروی              | ۰۴:۲۶    |
| اینجا جای موندن نیست                    | ۱۳۹۶/۹/۷    | علی بحرینی                | سیروان خسروی              | سیروان خسروی              | ۰۴:۳۵    |
| نمیرم عقب (با همراهی زانیار)            | ۱۳۹۶/۸/۵    | زانیار خسروی              | زانیار خسروی              | سیروان خسروی              | ۰۵:۰۸    |
| خوشحالم                                 | ۱۳۹۶/۵/۲۲   | رادسین مهدوی              | سیروان خسروی رادسین مهدوی | سیروان خسروی              | ۰۳:۴۵    |
| یه روزی میای (اجرای زنده)               | ۱۳۹۶/۳/۳۰   | امیر یگانه                | سیروان خسروی              | سیروان خسروی              | ۰۳:۵۴    |
| خیلی روزا گذشت                          | ۱۳۹۶/۳/۷    | علی بحرینی                | سیروان خسروی              | سیروان خسروی              | ۰۵:۰۳    |
| کجایی تو (اجرای زنده)                   | ۱۳۹۶/۳/۲    | امیر یگانه                | سیروان خسروی              | سیروان خسروی              | ۰۵:۳۰    |
| زیباترین اتفاق                          | ۱۳۹۶/۱/۲۱   | رادسین مهدوی              | سیروان خسروی زانیار خسروی | سیروان خسروی              | ۰۴:۵۱    |
| برگرد                                   | ۱۳۹۵/۱۲/۸   | زانیار خسروی              | سیروان خسروی              | سیروان خسروی              | ۰۵:۰۳    |
| تعجب نکن                                | ۱۳۹۵/۱۱/۲۵  | علی بحرینی                | سیروان خسروی              | سیروان خسروی              | ۰۴:۴۲    |
| قاب عکس خالی                            | ۱۳۹۵/۶/۲۲   | زانیار خسروی              | سیروان خسروی              | سیروان خسروی              | ۰۴:۳۹    |
| سوژه هات تکراریه                        | ۱۳۹۵/۴/۸    | امیر یگانه                | سیروان خسروی امیر یگانه   | سیروان خسروی              | ۰۵:۰۲    |

| نام آلبوم        | سال انتشار | شرکت/موسسه ناشر |
| ---------------- | ---------- | --------------- |
| تو خیال کردی بری | ۱۳۸۴       |                 |
| ساعت ۹           | ۱۳۸۸       | ایران‌گام        |
| جاده رؤیاها      | ۱۳۹۱       | ایران‌گام        |
| آنپلاگد          | ۱۳۹۵       |                 |
| بی مرز           | ۱۳۹۷       |                 |
| مونولوگ          | ۱۳۹۹       |                 |

| نام آهنگ | ترانه‌سرا                   | آهنگساز                    | توضیحات |
| -------- | -------------------------- | -------------------------- | --- |
| مد       |                            | سیروان خسروی               | سینث‌سایزر، پیانو: سیروان خسروی                                                                                              |
| حباب     | سیروان خسروی، زانیار خسروی | سیروان خسروی               | گیتار، سینث‌سایزر، درامز، بیس: سیروان خسروی گیتار الکتریک: امیر دانایی گیتار الکتریک: بهنام رهنما                            |
| زیر آب   | سیروان خسروی، زانیار خسروی | سیروان خسروی               | درامز، بیس، الکتریک پیانو، سینث‌سایزر: سیروان خسروی گیتار الکتریک: بهنام رهنما                                               |
| غوطه‌ور   |                            | سیروان خسروی               | پیانو، سینث‌سایزر: سیروان خسروی                                                                                              |
| بن‌بست    | زانیار خسروی، هادی زینتی   | سیروان خسروی               | درامز، بیس، پیانو، الکتریک پیانو، سینث‌سایزر: سیروان خسروی گیتار الکتریک، گیتار آکوستیک: بهنام رهنما سولو گیتار: کاوه یغمایی |
| منو ببخش | زانیار خسروی، هادی زینتی   | سیروان خسروی               | سینث‌سایزر، درامز، بیس: سیروان خسروی گیتار الکتریک: امیر دانایی                                                              |
| من مقصرم | زانیار خسروی، هادی زینتی   | زانیار خسروی، سیروان خسروی | درامز، بیس، پیانو، سینث‌سایزر: سیروان خسروی گیتار الکتریک، گیتار آکوستیک: بهنام رهنما کاوه مهاجر: آکوردهای شروع آهنگ         |
| جزر      |                            | سیروان خسروی               | پیانو، سازهای زهی: سیروان خسروی                                                                                             |

## فیلم‌شناسی

### نمایش خانگی
| سال پخش | نام سریال | کارگردان      | نقش    |
| ------- | --------- | ------------- | ------ |
| ۱۴۰۱    | مهمونی    | ایرج طهماسب   | میهمان |
| ۱۴۰۰    | حرفه‌ای    | مصطفی تقی‌زاده | سیامک  |

### گفت و گو

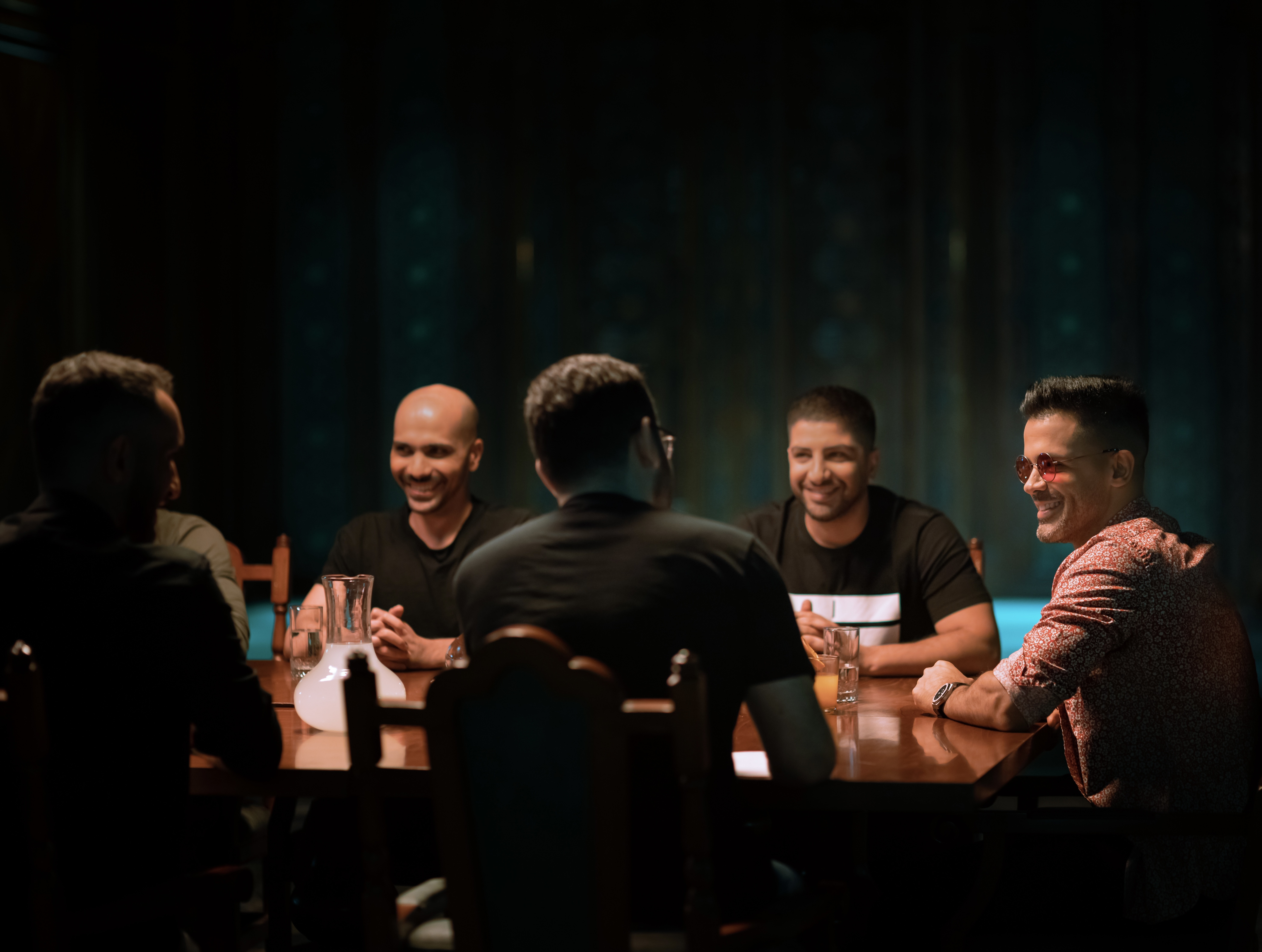
گفت و گو لئون الگانت با سیروان خسروی و زانیار خسروی.

سیروان خسروی، زانیار خسروی، لئون الگانت، اعضای گروه و عوامل پشت صحنه گفت و گویی انجام دادند که در تاریخ ۲۱ تیر ۱۴۰۰ منتشر شد، در این گفت و گو در مورد مسائل بسیاری از جمله ساخت آلبوم مونولوگ و اجرای زنده آن، خلاقیت، موسیقی و موضوعات دیگر صحبت می‌کنند.

## حواشی
در فروردین ماه سال ۱۳۹۷، سیروان خسروی در یک پست اینستاگرامی، نسبت به وضعیت و مشکلات کشور انتقادات تندی را مطرح کرد. نوک پیکان انتقادات او هم نسبت به سلبریتی‌هایی بود که در انتخابات ریاست جمهوری سال ۱۳۹۶، فعالیت‌های تبلیغاتی داشتند. او گفته‌بود: «مشمئزکننده‌تر از وضعیت اسفناک کشور، پُست‌های انتقادی سلبریتی‌هایی هستش که پارسال همین موقع در حال یارگیریِ بنفش بودن، قبل‌تر هم مشغول یارگیری سبز و امروز هم که منتقدند و فردا هم حامی رنگ مد روز و باب میل اکثریت خواهند بود.»
بعد از آن، امیرمهدی ژوله به آن پست سیروان خسروی واکنش نشان داد، ولی در اتفاقی عجیب، اینستاگرام این بازیگر و نویسندهٔ سینما و تلویزیون هک شد! پس از هک صفحهٔ امیرمهدی ژوله، بهاره رهنما در توئیتر ضمن حمایت از ژوله انتقادات تندی را علیه سیروان خسروی مطرح کرد. او در چند توئیت نسبت به نظرهای سیروان خسروی، نقدهای جدی را بیان کرد و از مهم‌ترین نکات اشاره شده توسط بهاره رهنما هم این بود که سیروان خسروی را متهم به جلب توجه با بی‌ادبی کرده بود. در همان زمان و پس از صحبت‌های بهاره رهنما، سیروان خسروی سکوت کرد، اما شایعاتی مبنی بر شکایت او از این بازیگر سینما و تلویزیون شنیده می‌شد.
حکم دادگاه در اردیبهشت ۹۹ به نفع سیروان خسروی صادر و بهاره رهنما به تحمل ۵۰ ضربه شلاق تعزیزی محکوم شد.
اجرای این حکم به دلیل موقعیت اجتماعی رهنما و همچنین عدم سابقهٔ او، دو سال به حالت تعلیق درآمده است. حکم صادره از سوی دادگاه تجدید نظر استان تهران است. به این ترتیب اگر بهاره رهنما در دوسال آینده مرتکب تخلف شود این حکم نیز خود به خود به اجرا در می‌آید، در غیر این صورت پس از دو سال، محکومیت او بی اثر می‌شود.